# Opiát
Termín opiát označuje alkaloidy obsažené v opiu, extraktu z nezralých makovic máku setého (Papaver somniferum L.). Tradičně se jím též označují přírodní a polosyntetické deriváty opiových alkaloidů.
Termín opiát je občas nesprávně používán k označení všech látek s farmakologickým účinkem podobným opiátům, pro které se používá vhodnější termín opioidy.
Hlavními opiáty z opia jsou morfin, kodein a thebain. Dalšími jsou papaverin a noskapin, ale tyto v podstatě nemají žádný účinek na centrální nervový systém a většinou se za opioidy nepovažují.